# Estera Żeromska
Estera Żeromska (ur. 1956) – profesor tytularna w zakresie japonistyki, kierownik Zakładu Japonistyki i Katedry Orientalistyki Uniwersytetu im. Adama Mickiewicza, specjalizuje się w literaturoznawstwie japońskim, szczególnie historii teatru japońskiego.

## Życiorys
Stopień doktora w zakresie literaturoznawstwa uzyskała w 1994 r., broniąc na Uniwersytecie Warszawskim pracę pt. Powrót do przeszłości – czas w dramacie awangardowym lat sześćdziesiątych XX wieku w Japonii. Tamże w 2004 r. uzyskała habilitację (specjalność: literaturoznawstwo japońskie) na podstawie rozprawy pt. Maska na japońskiej scenie: Od pradziejów do powstania teatru no – Historia japońskiej maski i związanej z nią tradycji widowiskowej. Tytuł profesora przyznano jej w roku 2015. W 2018 została odznaczona przez rząd Japonii Orderem Wschodzącego Słońca ze Złotymi Promieniami z Rozetą.

## Publikacje

### Publikacje książkowe
- Teatr japoński. Powrót do przeszłości, Wydawnictwo Akademickie DIALOG, Warszawa 1996, s. 150, ISBN 83-86483-27-X
- Maska na japońskiej scenie. Od pradziejów do powstania teatru nō. Historia japońskiej maski i związanej z nią tradycji widowiskowej, Wydawnictwo TRIO, Biblioteka Fundacji im. Takashimy, Warszawa 2003, s. 395, ISBN 83-88542-48-6
- Mishima Yukio 1925-1970. Mała antologia dramatu japońskiego, Wydawnictwo TRIO, Biblioteka Fundacji im. Takashimy, Warszawa 2008, s. 404, ISBN 978-83-7436-158-3 (wspólnie z Beatą Bochorodycz)
- Japoński teatr klasyczny. Korzenie i metamorfozy, tom I: Nō, kyōgen, tom II: Kabuki, bunraku, Wydawnictwo TRIO, Warszawa 2010, s. 579 + 460, ISBN 978-83-7436-224-5

### Artykuły
- The Nō Stage – Between Sacrum and Profanum [w:] Silva Iaponicarum, nr 16, Poznań 2008, s. 40-52